# Malhada
Malhada is een gemeente in de Braziliaanse deelstaat Bahia. De gemeente telt 16.328 inwoners (schatting 2009).

## Aangrenzende gemeenten
De gemeente grenst aan Bom Jesus da Lapa, Carinhanha, Iuiú, Palmas de Monte Alto, Serra do Ramalho en de deelstaat Minas Gerais.